# Херсонес Таврически
Вижте пояснителната страница за други значения на Херсон.
Херсон или Херсонес (в старобългарските паметници – Корсунъ) е древногръцка колония, основана през 422 – 21 г. пр.н.е. в югозападната част на Кримския полуостров.
Древният град се намира на брега на Черно море в покрайнините на днешния Севастопол, временно окупиран от Русия. Наричан е „руски Помпей“ и „руска Троя“. Името Херсонес на гръцки означава „полуостров“ и описва мястото, на което е построен градът. Основателите са дорийци от Хераклея Понтика, а Херодот посещава съседната Олбия на устието на Южен Буг горе-долу по същото време и дава описания на скитите и таврическите народи, населявали степите. Жителите на Херсонес наброявали около 20 000 и се прехранвали с морска търговия, както и съседните му гръцки полиси Олбия, Пантикапей, Танаис и Фанагория, а в града имало перпендикулярно разположени прави улици, агора, акропол, театър и пристанище. През по-голямата част от класическия период колонията е управлявана демократично от група избираеми архонти и съвет (събрание). С течение на времето властта става все по-олигархична и се съсредоточава в ръцете на архонтите.
Градът преминава последователно през гръцка, сарматска, римска и византийска фази. През II век пр.н.е. е погълнат от разрастващото се Боспорско царство. От IV в. от н.е. той е важна византийска крепост като най-северна точка на Византийската империя. През IX век в Херсонес по пътя си за хазарската държава спират Кирил и Методий и според Италианската легенда тогава Кирил изучава езиците на местното население.

## Археологически разкопки
През 1829 г. са започнати археологически разкопки. Първите систематични разкопки датират от края на 19 – началото на 20 век